# Vickery (Ohio)
Vickery es un lugar designado por el censo ubicado en el condado de Sandusky en el estado estadounidense de Ohio. En el Censo de 2010 tenía una población de 121 habitantes y una densidad poblacional de 110,45 personas por km².

## Geografía
Vickery se encuentra ubicado en las coordenadas 41°22′37″N 82°56′29″O / 41.37694, -82.94139. Según la Oficina del Censo de los Estados Unidos, Vickery tiene una superficie total de 1.1 km², de la cual 1.1 km² corresponden a tierra firme y (0%) 0 km² es agua.

## Demografía
Según el censo de 2010, había 121 personas residiendo en Vickery. La densidad de población era de 110,45 hab./km². De los 121 habitantes, Vickery estaba compuesto por el 99.17% blancos, el 0% eran afroamericanos, el 0% eran amerindios, el 0% eran asiáticos, el 0% eran isleños del Pacífico, el 0% eran de otras razas y el 0.83% pertenecían a dos o más razas. Del total de la población el 0.83% eran hispanos o latinos de cualquier raza.